# Жлобологія
«Жлобологія» — книга-альманах, в яку увійшли 33 есе сучасних українських культурних діячів, що представляють різні сфери громадського, культурного, політичного життя і вбачають у «жлобстві» соціальну проблему. Книга вийшла друком у видавництві мистецької агенції «Наш Формат» у 2013 році. Автор та куратор проєкту Антін Мухарський.

## Автори
Автор та куратор проєкту Антін Мухарський. Тексти для «Жлобології» написали музиканти, мистецтвознавці, громадські та політичні діячі:
1. Юрій Андрухович
2. Володимир Бебешко
3. Сергій Васильєв
4. Юрій Винничук
5. Ґустав Водічка
6. Стас Волязловський
7. Дмитро Горбачов
8. Едуард Димшиц
9. Олесь Доній
10. Володимир Єшкілєв
11. Сергій Жадан
12. Богдан Жолдак
13. Олексій Залевський
14. Юрій Іздрик
15. Євген Карась
16. Владислав Кириченко
17. Олександра Коваль
18. Орест Лютий (Антін Мухарський)
19. Іван Малкович
20. Олекса Манн
21. Віктор Марущенко
22. Лесь Подерв'янський
23. Олег Покальчук
24. Влада Ралко
25. Арсен Савадов
26. Іван Семесюк
27. Олег Сидор-Гібелинда
28. Кузьма Скрябін
29. Олександр Соловйов
30. Антон Соломуха
31. Олексій Титаренко
32. Василь Цаголов
33. Антін Мухарський (післямова)

## Історія
Книга виникла на ґрунті проєкту «Жлоб-арт», започаткованого Антіном Мухарським з малюнком Івана Семесюка «Братело» (2005). Згідно з Олексою Манном, жлоб-арт — це українська назва соціально-критичного мистецтва, чия мета полягає в протидії негативним явищам у суспільстві (свавілля, недбальство, несмак) через їх висміювання. Антін Мухарський з 2008 року почав проводити художні виставки жлоб-арту, з яких і виникла ідея книги.
Книга «Жлобологія» зосередилася на явищі жлобства — внормування та пропаганди всього того, що зазвичай засуджується: хамства, пияцтва, сварливості, брехливості, порушення обіцянок. Представники жлобів — це рагуль, ватник, совок, тітушка, гопник. Олег Покальчук описував призначення «Жлобології» в тому, щоб об'єднати людей, які критикують масу суспільства.
До проєкту долучилися Ігор Перекліта, Іван Хохол, Роман Мінін, Антін Мухарський. Оксана Забужко відмовилася від участі, назвавши проєкт антиукраїнським і провокаторським за духом.
Робота над книгою тривала близько року, тексти для неї надали 33 українські персоналії. Для «Жлобології» художник Андрій Єрмоленко підготував серію картин кримінальних авторитетів 90-х років. Єрмоленко відгукувався про свої роботи, що тему жлобства потрібно висміювати, інакше жлобство не подолати.
Книга була представлена на Львівському форумі Видавців у 2013 році. На презентації відбувся перформанс: у клітці сиділи два «екземпляра гопніка звичайного» як представники жлобів.

## Головні ідеї
Книга не пояснює однозначно хто такий «жлоб», а пропонує декілька поглядів від різних авторів. Більшість їх погоджуються в тому, що «жлоб» — це людина малоосвічена, малокультурна, маловихована, «людина, в якій всього мало». Характерні ознаки — жлоб живе в місті, проте походить із села; проживає в нетиповому для селян середовищі, робить нетипові для них вчинки; його цінності сформовані насильницькою ідеологією (релігійною чи політичною, зокрема радянською), споживацтвом; розмовляє він суржиком; при цьому себе він може вважати елітою суспільства. Хоча жлоб є типовим представником суспільства, він чужий там, де перебуває. Автори мають подекуди протилежні погляди на походження та суть жлобства, але розглядають жлобство як явище, яке потрібно усунути.

## Відгуки в українських ЗМІ
1. Газета по-українськи: На Форумі видавців презентували альманах «Жлобологія» [Архівовано 13 березня 2014 у Wayback Machine.]
2. Газета «День»«Жлобологія»: культурний спротив [Архівовано 9 травня 2014 у Wayback Machine.]
3. Інтернет-портал «Читомо»: Жлобологія. Польові дослідження українського жлобства [Архівовано 24 грудня 2014 у Wayback Machine.]
4. Незалежне інформаційно-аналітичне видання УРА-Информ: " Все жлобы: В свет вышел альманах «Жлобология» [Архівовано 6 грудня 2013 у Wayback Machine.]
5. Канал ТВІ: Антін Мухарський презентував на Форумі видавців «Жлобологію» [Архівовано 14 жовтня 2013 у Wayback Machine.]
6. Українська Правда: "Портрет Вадима Тітушка увійде в антологію українського «жлобства» [Архівовано 4 лютого 2014 у Wayback Machine.]
7. Фотослужба агентства УНІАН: «На Форумі видавців у Львові телеведучий Антін Мухарський представив свій новий альманах „Жлобологія“» [Архівовано 24 грудня 2014 у Wayback Machine.]
8. News Oboz: На Форуме издателей прошла презентация альманаха «Жлобология» [Архівовано 24 грудня 2014 у Wayback Machine.]
9. Літакцент: «Жлобологія» [Архівовано 29 січня 2014 у Wayback Machine.]